# U nás na farmě
U nás na farmě (v anglickém originále Home on the Range) je animovaný film z roku 2004 režisérů Willa Finna a Johna Sanforda. Hudbu složil disneovský klasik Alan Menken.
Hlasy postaviček v originále namluvili herci jako Roseanne Barr, Judi Dench, Jennifer Tilly, Randy Quaid, Mark Walton, Charles Haid, Joe Flaherty, Estelle Harris, Patrick Warburton, Steve Buscemi, Carole Cook, Charles Dennis, Marshall Efron a Sam J. Levine.